# غاليرا
غاليرا Galera هو بركان يوجد في كولومبيا في إقليم نانيو على بعد من العاصمة سان خوان دي باستو، ويبلغ ارتفاعه 4276 متر، كان آخر ثوران له في عام 2014، وهو تابع لسلسة جبال الأنديز.

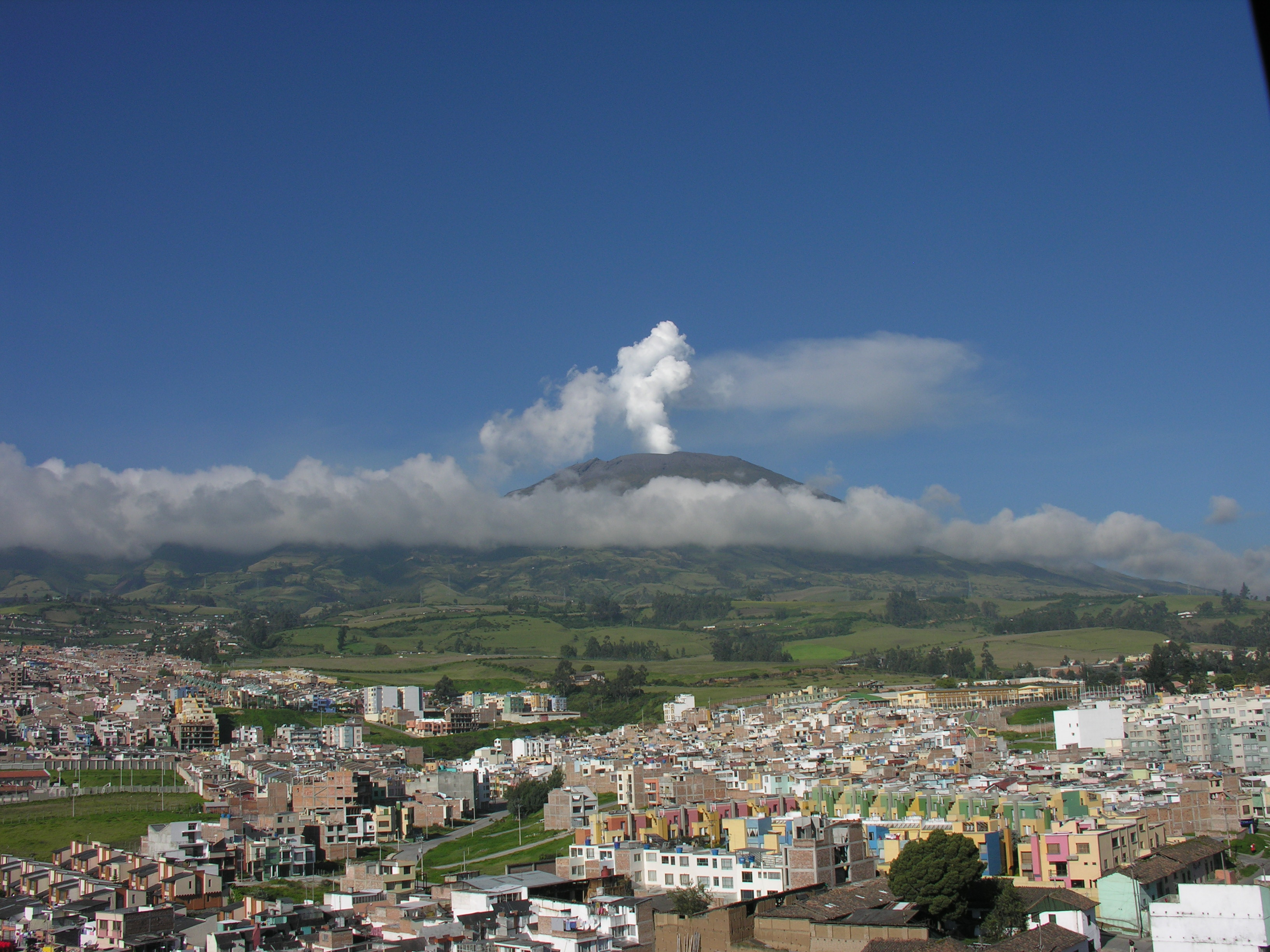
تعليق